# ریوگو جو

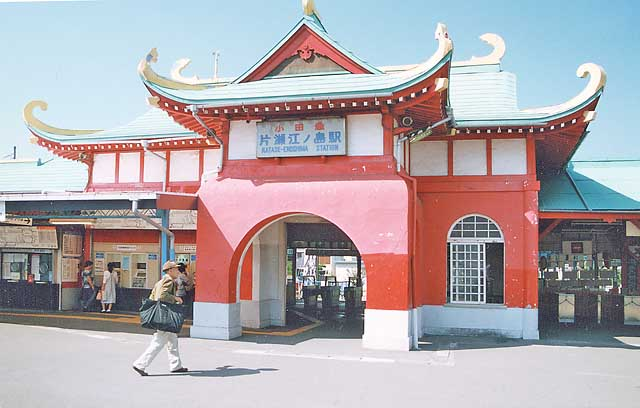
ایستگاه کاتاسه-انزوشیما

ریوگو-جو (竜 宫城 / 龙宫 城 Ryūgū-jō) در اساطیر ژاپن، نام قصری واقع در زیر آب، متعلق به ریوجین، خدا اژدها، یا شاه اژدهای دریا می‌باشد. بسته به نسخه‌های مختلف موجود از افسانهها، گاه مصالح سازندهٔ این کاخ، از مرجان قرمز و سفید معرفی شده، و گاه در برخی افسانه‌های دیگر، گفته شده که این قصر از کریستال جامد ساخته شده بوده‌است. ساکنان این کاخ، همگی جزو بندگان و فرمانبرداران ریوجین محسوب می‌شدند، و تمامی آنان از جمله موجودات مختلف مقیم دریا (دریازیان) بودند. در هر یک از چهار سمت گوناگون کاخ یکی از چهار فصل مختلف قرار داشت، و هر یک روز در داخل کاخ، برابر با یک قرن در خارج از مرزهای آن بود. در افسانه معروف، اوراشیما تارو (افسانه‌ای که قهرمانش یک ماهیگیر ژاپنی است)، به هفت بازدید از ریوگو جو، طی سه روز اشاره شده‌است.
ایستگاه کاتاز انزوشیما، واقع در شهر فوجی ساوا، از استان کاناگاوا، با الهام از حسّی که از ریوگوجو برداشت می‌شود، طراحی گردیده‌است.